# Orbitales frontières
Une proposition de fusion est en cours entre Orbitales frontières et HOMO et LUMO.
 (avril 2024).
La mise en forme du texte ne suit pas les recommandations de Wikipédia : il faut le « wikifier ».
Les points d'amélioration suivants sont les cas les plus fréquents. Le détail des points à revoir est peut-être précisé sur la page de discussion.
- Les titres sont pré-formatés par le logiciel. Ils ne sont ni en capitales, ni en gras.
- Le texte ne doit pas être écrit en capitales (les noms de famille non plus), ni en gras, ni en italique, ni en « petit »…
- Le gras n'est utilisé que pour surligner le titre de l'article dans l'introduction, une seule fois.
- L'italique est rarement utilisé : mots en langue étrangère, titres d'œuvres, noms de bateaux, etc.
- Les citations ne sont pas en italique mais en corps de texte normal. Elles sont entourées par des guillemets français : « et ».
- Les listes à puces sont à éviter, des paragraphes rédigés étant largement préférés. Les tableaux sont à réserver à la présentation de données structurées (résultats, etc.).
- Les appels de note de bas de page (petits chiffres en exposant, introduits par l'outil «  Source ») sont à placer entre la fin de phrase et le point final[comme ça].
- Les liens internes (vers d'autres articles de Wikipédia) sont à choisir avec parcimonie. Créez des liens vers des articles approfondissant le sujet. Les termes génériques sans rapport avec le sujet sont à éviter, ainsi que les répétitions de liens vers un même terme.
- Les liens externes sont à placer uniquement dans une section « Liens externes », à la fin de l'article. Ces liens sont à choisir avec parcimonie suivant les règles définies. Si un lien sert de source à l'article, son insertion dans le texte est à faire par les notes de bas de page.
- La présentation des références doit suivre les conventions bibliographiques. Il est recommandé d'utiliser les modèles {{Ouvrage}}, {{Chapitre}}, {{Article}}, {{Lien web}} et/ou {{Bibliographie}}. Le mode d'édition visuel peut mettre en forme automatiquement les références.
- Insérer une infobox (cadre d'informations à droite) n'est pas obligatoire pour parachever la mise en page.

Pour une aide détaillée, merci de consulter Aide:Wikification.
Si vous pensez que ces points ont été résolus, vous pouvez retirer ce bandeau et améliorer la mise en forme d'un autre article.

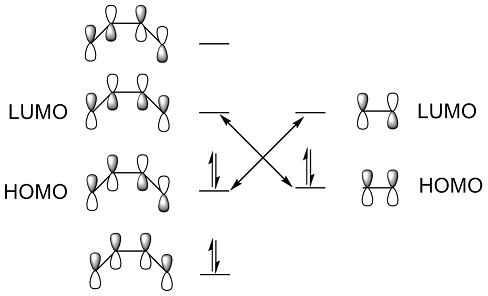
Les orbitales frontières du butadiène et de l'éthène, et les interactions à prendre en compte pour la réaction de Diels-Alder entre ces molécules.

Les orbitales frontières sont deux types d'orbitales moléculaires (OM) particulières :
- l'orbitale HOMO (acronyme de highest occupied molecular orbital), en français HO (pour « haute occupée ») qui est l'orbitale moléculaire la plus haute en énergie occupée par au moins un électron ;
- l'orbitale LUMO (acronyme de lowest unoccupied molecular orbital), en français BV (pour « basse vacante ») qui est l'orbitale la plus basse en énergie non occupée par un électron.

Ces deux orbitales jouent un rôle particulier dans les mécanismes réactionnels. L'un des exemples les plus courants pour illustrer l'importance des interactions entre ces orbitales est la réaction de Diels-Alder. Le premier à mettre en évidence le rôle de ces orbitales dans les mécanismes réactionnels en chimie fut le chimiste japonais Ken'ichi Fukui.

## Interactions frontalières

### Interactions envisageables
On considère deux molécules, A et B, qui se rapprochent pour réagir et donner un composé C. Plusieurs types d'interactions peuvent avoir lieu entre les différentes orbitales moléculaires de A et de B ; en supposant que chaque orbitale moléculaire occupée l'est par une paire d'électrons, trois types d'interactions peuvent être envisagés :
- interaction entre deux orbitales occupées (donc interaction à 4 électrons). Ces interactions sont de nature déstabilisante ;
- interaction entre une orbitale occupée et une orbitale vacante (donc interaction à 2 électrons). Ces interactions sont de nature stabilisante ;
- interaction entre deux orbitales vacantes (donc interaction à 0 électron).

### Approximation des orbitales frontières: Théorème de Fukui
Le principe de base de la théorie HSAB est une approximation énoncée en 1952 par Ken'ichi Fukui et qu'on énonce parfois comme le théorème de Fukui : Soient 2 molécules, A et B, dont les orbitales moléculaires peuvent être en interaction. Les interactions les plus importantes à considérer en priorité sont celles qui se développent entre l'orbitale la plus haute occupée (HO ou HOMO) de A, et l'orbitale la plus basse vacante (BV ou LUMO) de B, et réciproquement entre la HO de B et la BV de A, c'est-à-dire entre les orbitales frontières de A et B. Cette approximation consiste à ne prendre en compte que les interactions stabilisantes (donc entre une orbitale occupée et une orbitale vacante) des orbitales frontières, c'est-à-dire les interactions entre LUMO et HOMO.
Lorsque l’interaction entre les deux molécules est suffisamment forte, ces deux orbitales se combinent et conduisent à la formation d'une orbitale liante et d'une orbitale antiliante. Les deux électrons occupant la HO (ou HOMO) localisé sur B viennent occuper l'orbitale liante formée, en partie délocalisée sur A. Il se produit un transfert électronique de B vers A : A est donc un réactif électrophile et B un réactif nucléophile.
Le caractère électrophile-nucléophile peut être discuté sous l'angle des énergies orbitalaires. la HO (ou HOMO) est d'autant plus haute que l'énergie de première ionisation est faible ce qui indique que la molécule a tendance à céder facilement ses électrons de valence. L'énergie de l'orbitale mesure son pouvoir nucléophile. De même pour l'énergie de la BV (ou LUMO) est d'autant plus basse que son affinité électronique est grande ce qui indique qu'elle peut recevoir facilement des électrons. Là encore l'énergie de l'orbitale mesure son pouvoir électrophile.

### Contrôle orbitalaire ou contrôle de charge
Les différentes réactions peuvent s’interpréter selon des interactions coulombiennes ou des interactions orbitalaires :
- lorsque les interactions orbitalaires dominent, la réaction est dite sous contrôle orbitalaire (ou contrôle frontalier). On parlera alors d'interaction molle ;
- lorsque ce sont les interactions coulombiennes qui sont dominantes, la réaction est dite sous contrôle de charge. On parlera alors d'interaction dure.

On peut ainsi classer les réactifs selon les interactions qu'ils développent le plus couramment, ce qui revient à la caractérisation mou/dur de la théorie HSAB. Des réactifs qui présentent des sites fortement chargés auront tendance à participer à des réactions sous contrôle de charge. On parlera alors de nucléophiles/électrophiles durs. Inversement, des molécules ne présentant pas une charge suffisamment importante avec des orbitales frontières assez diffuses pour participer à des recouvrements orbitalaires seront plus souvent impliqués dans des réactions sous contrôle frontalier et seront qualifiés de nucléophiles/électrophiles mous. Le lien avec la théorie des orbitales frontières est le suivant :
- les bases dures ont leur HOMO à un niveau faible d’énergie et les acides durs ont leur LUMO à un niveau élevé d’énergie ;
- inversement, les bases molles ont leur HOMO plus élevé que les bases dures, et les acides mous ont leur LUMO à un niveau d’énergie plus faible que les acides durs[2].

Très fréquemment les interactions orbitalaires et coulombiennes favorisent la même réaction.

## Excitation
La différence de niveaux d'énergie entre les deux (HOMO-LUMO) peut servir de mesure d'excitabilité de la molécule : plus la différence d'énergie est petite, plus la molécule peut être facilement excitée.
Dans le cas des composés organiques aromatiques qui contiennent des liaisons π conjuguées, le niveau HOMO contient les électrons π (électrons mobiles partagés par les atomes de la molécule, par opposition aux électrons σ, qui forment des liens rigides), tandis que le niveau LUMO contient les électrons π*, c'est-à-dire les électrons π excités. Chez d'autres types de molécules, cela peut être d'autre électrons (σ, par exemple) qui forment les niveaux HOMO et LUMO.

## Lien avec la théorie des bandes
Lorsque la molécule forme un dimère physique ou un agrégat, la proximité des orbitales des différentes molécules fait en sorte qu'il se produit un phénomène de division des niveaux HOMO et LUMO (et des autres niveaux d'énergie également). Cette division produit des sous-niveaux vibrationnels qui ont chacun leur propre énergie, légèrement différentes les unes des autres. On compte autant de sous-niveaux vibrationnels par niveau d'énergie qu'il y a de molécules qui interagissent ensemble. Lorsqu'il y a un nombre appréciable de molécules qui s'influencent (par exemple, dans un agrégat), il y a tellement de sous-niveaux qu'on ne perçoit plus la nature discrète de ces derniers : ils se fondent alors dans un continuum. On ne parle donc plus de niveaux d'énergie, mais bien de bandes d'énergie.
Ce phénomène conduit à la théorie des bandes, utilisée notamment pour l'étude des semi-conducteurs inorganiques. Le niveau HOMO est aux semi-conducteurs organiques ce que la bande de valence est aux semi-conducteurs inorganiques. La même analogie existe entre le niveau LUMO et la bande de conduction. De même, la différence d'énergie entre les niveaux HOMO et LUMO est considérée comme une énergie de bande interdite.